# Nemzeti Vágta

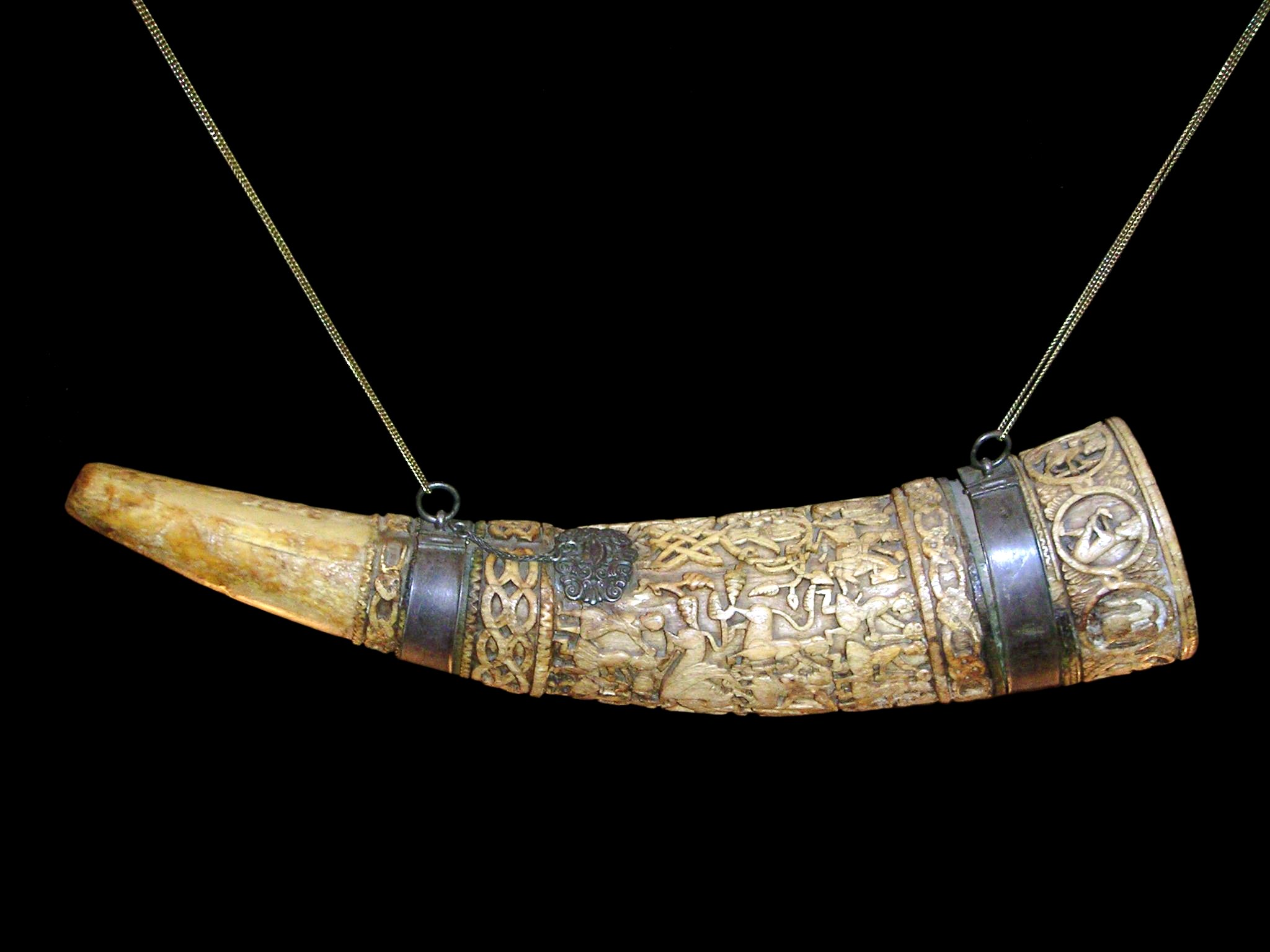
A Lehel kürtje ősi hangja nyitja meg a rendezvényt

A Nemzeti Vágta egy évente megrendezett történelmi hangulatú lovasverseny, amely célja szerint a magyarság határokon átívelő, hagyományőrző fesztiválja. A verseny ötletadói, alapítói és szervezői dr. Tamás István Pál és Geszti Péter voltak, akik az első Nemzeti Vágtát I. Mátyás trónra lépésének 550. évfordulója alkalmából, a magyar huszárság emlékének szentelték (2010-ben eladták a vállalkozást). Az országimázs jegyében stilizált huszáros ruhát terveztettek a résztvevők számra. A huszárság motívuma azóta is minden évben erőteljesen jelen van az eseményen.
A Nemzeti Vágta fő célja a nemzeti hagyományok ápolása és kapcsolatteremtés, hídépítés az egyes települések és lakosaik, valamint a magyar vidék és Budapest között, Magyarország újbóli felemelése a lovas nemzetek sorába. A három napos rendezvényen a lovak és a lovassportok kapják a főszerepet, valamint a különböző korok korabeli lovasságának bemutatása (például Hadik-huszárok). Az esemény központi eleme a névadó „Nemzeti Vágta”, amelyre évente mintegy 100 település nevezi be a lovát és lovasát. A Nemzeti Vágtára jelentkezhet minden magyar önkormányzat, minden határon túli közösség, de akár magánszemély is. A szándék szerint a Nemzeti Vágta országimázs rendezvény, „Magyarország fellendítésének allegóriája” kíván lenni.
A regionális elővágták rendszere biztosítja a versenyek futamainak izgalmait és a magas színvonalát, amelyeknek a legjobbjai a mindent eldöntő budapesti Nemzeti Vágtán képviselhetik településüket.
A győztes ló és lovasa az Arany Sarkantyú díjat viheti haza, az őt benevező önkormányzat pedig ötmillió forintot, és egy évre megkapja a Nemzeti Vágta vándor szablyáját. A versenynek egyedi szabályai vannak, 2011-ben a lovasszakma ítélete alapján az angol telivéreket az esélyegyenlőség nevében kitiltották a versenyből.
2016-ban a Turizmus Világnapja alkalmából rangos turisztikai elismerésben részesült a Nemzeti Vágta: a Budapest Turizmusáért Díjat a Nemzeti Vágta rendezvénynek ítélte a Budapesti Fesztivál- és Turisztikai Központ.

## Nevezés
A Nemzeti Vágta szervezőbizottságának döntése alapján: bármilyen fajtájú és nemű, 5 évesnél idősebb lóval részt lehet venni a versenyben, kivéve az ismeretlen származású, valamint az argentin polo póni, Akhal tekini, angol telivér, verseny félvér fajtájú vagy a genetikailag ide nem sorolható lovakat.

## A vágta szellemisége

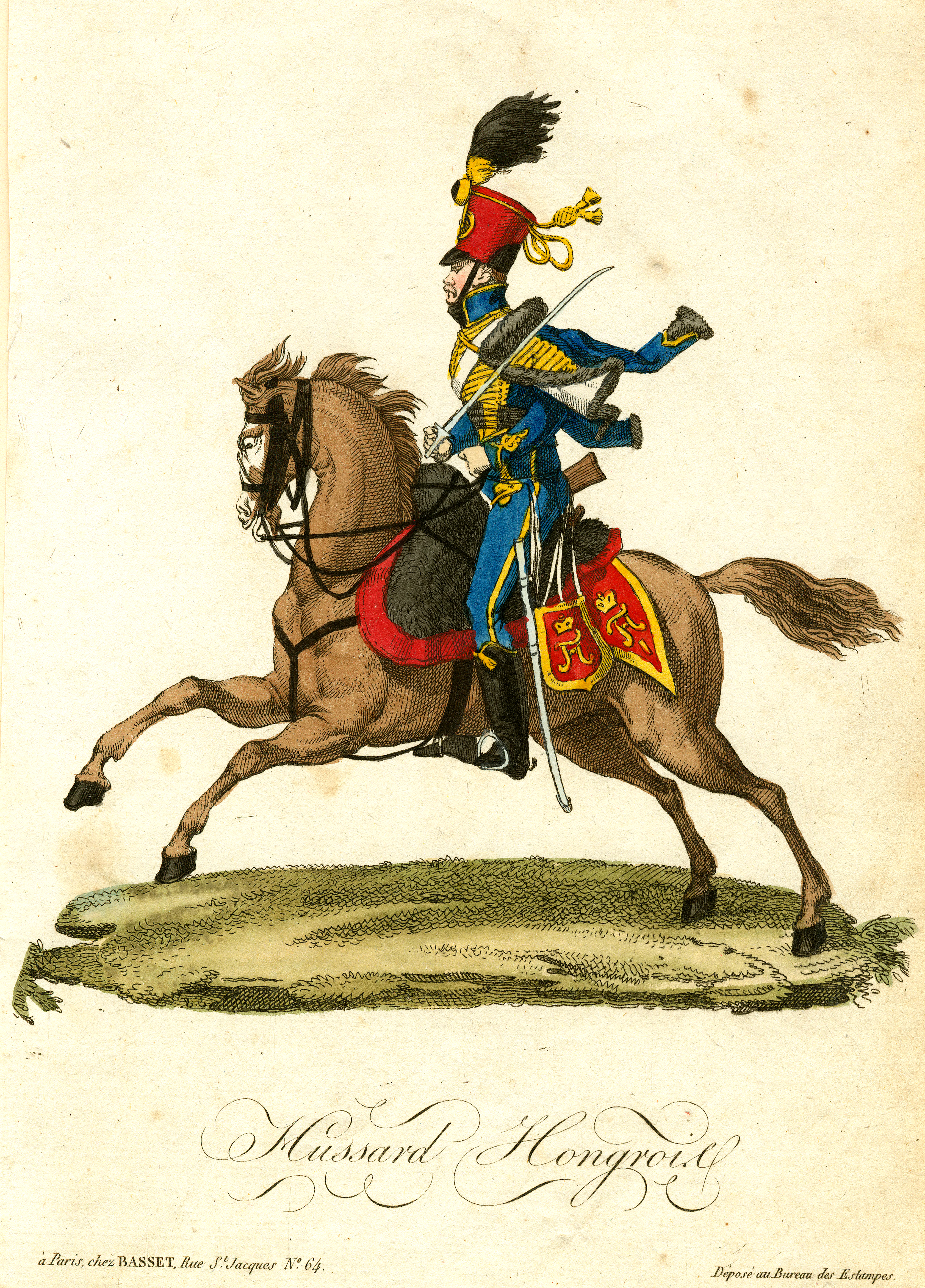
Magyar huszár, a Nemzeti Vágta versenyek jelképei az igazi magyar lovashagyományokat tükrözik

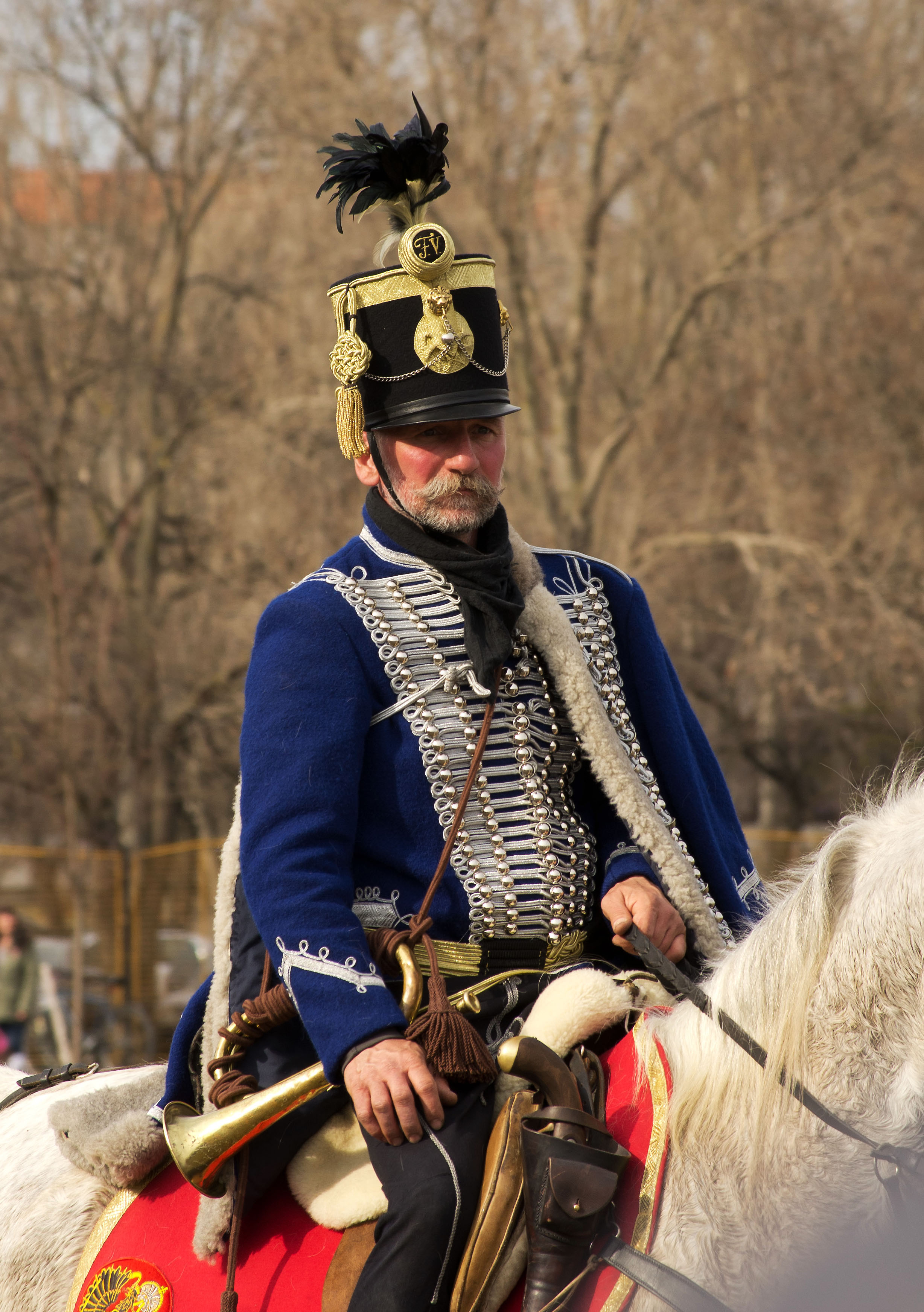
Hagyományőrző lovas kék színű huszár mentében

Az elmúlt esztendők alatt a Vágta beépült a magyar kulturális és sportéletbe, és a mai magyar emberek számára egy természetes eseménnyé vált, ám jelképei az igazi magyar lovashagyományokat tükrözik. A rendezvény középpontjában a történelmi hangulatú lóverseny áll.
- „A Sorstábla”: a táblára futamonként kerülnek fel a kisorsolt települések címerei, a futamgyőztesek egyre magasabbra kerülnek rajta, míg a leggyorsabb vágtázó lesz legfelül.
- „A Vágta Vándor Kard”: egy vándordíj, amit a győztes település vihet haza és egy éven át őrizhet. A kard egy 19. századbeli tisztiszablya, több különböző évjáratú részből tevődik össze, pengéje 1836-ban készült fegyverből való, a markolata egy 1845-ös lovastiszti szablyáé.
- „Az Aranysarkantyú” a Vágta győztes lovasának díja.
- „A Vágta Lobogó” egy huszárzászló, amelyen a vágta szimbóluma két egymással versengő huszár látható.
- „Vágta Patkó” – négy-féle vágtapatkó van: a Vaspatkó minden induló részére szól, a Bronzpatkó a harmadik, az Ezüstpatkó a második és az Aranypatkó az első helyezetté, a Nemzeti Vágta győzteséé.

## Díjazás
A Nemzeti Vágta pénzdíjas; győztese a pénzdíjon felül még indulási jogot szerez a következő évben megrendezendő Nemzeti Vágtára is feltéve, ha ugyanazon település színeiben és ugyanazon nevező képviseletében indul.

### Díjak
- Minden elő- és középfutam győztes nevezője: 300 000 forint pénzjutalomban részesül.
- A Döntő győztesének nevezője: 5 000 000 forintot kap.
- A Döntő 2. helyezettjének nevezője: 1 000 000 forintot kap.
- A Döntő 3. helyezettjének nevezője: 500 000 forintot kap.

A Kishuszár Vágta különdíja egy Pál Albert által készített huszártarsoly.

## A verseny

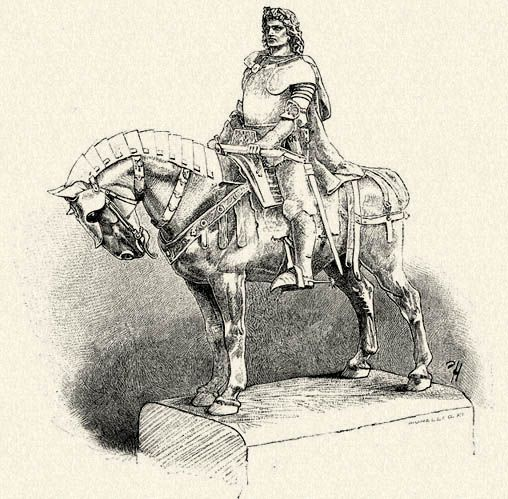
Mátyás reneszánsz lovagi páncélban, Fadrusz János szobra. Geszti Péter, a verseny alapítója 2008-ban Mátyás király emléke előtt tisztelgett

- Az esemény 2008-ban Mátyás király emléke előtt tisztelgett.
- 2009-ben az 1848–49-es forradalom és szabadságharc gyermekhőseinek (kishuszárok) emlékének ajánlották.
- A 2010-es rendezvény az első pesti lóverseny ötletadója, gróf Széchenyi István emléke előtt tisztelgett, aki mint huszártiszt, a ló katonai jelentőségét is jól ismerte és megszerkesztette a Lovaspályázás törvényeinek projektuma című versenyszabályzatot.[9]
- A 2011-es vágtát gróf Bercsényi Miklósnak és fiának gróf Bercsényi László Ignácnak emlékére ajánlották.
- 2012 szeptemberében a vágta vidéki és budapesti versenyei, gróf Károlyi István a 16. Károlyi huszárezred alapítójának emléke előtt tisztelegtek. A verseny meghívottjai közt szerepelt Károlyi László, gróf Károlyi István dédunokája is. 2012-ben a bajnokok sztárfutamának győztese Kunkli Tivadar thai-boksz bajnok lett Tequila nevű lován, a jótékonysági sztárfutam nyertese Ungvári Miklós olimpiai ezüstérmes cselgáncsozó lett Remény nevű lován.[10] A vágtát Vass Jennifer nyerte Cordoba nevű loval a Ferencváros színeiben.[11]
- 2013-ban Simonyi József óbester „a legvitézebb huszár” emlékére lovagoltak a lovasok.
- 2014-ben a rendezvényt a hadtörténet egyik kiemelkedő személyisége emlékének szentelték, Skultéty László (1738-1831) strázsamester, a magyar történelem leghosszabb ideig szolgáló huszára előtt tisztelegtek.
- 2015-ben Rostás Pál, az 5. Radetzky-huszárezred 1813-ban hősi halált halt közhuszárja előtt tisztelgett a rendezvény.
- 2016-ban Kiss Sándor (1809-1849) székely huszár ezredes emlékére lovagoltak a lovasok. Kiss Sándor a határőrvidéki székely huszárezred vezetőjeként Batthyány Lajos (miniszterelnök) kérésére védte a bácskai magyar és német településeket 1848-ban.
- 2018-ban Görgei Artúrról emlékeztek meg, születése kétszázadik évfordulóján.

### Technikai adatok
- A versenypálya mérete: 437 × 10–12 m
- A versenypálya talaja: homok granulátum
- A verseny távja: előfutamokban 2 és fél kör, kb.: 1100 m, középfutamokban és a döntőben 3 és fél kör, kb. 1540 m

### Részt vevő települések
Az eddigi évek alatt benevezett települések listája található itt. Az aktuális nevezési lista a Nemzeti Vágta kiadványain érhető el.
- Aba
- Abaliget
- Adorján
- Agárd
- Ajak
- Akasztó
- Almáskeresztúr
- Alsótold
- Alsóörs
- Andrásnépe (Zobnatica)[12]
- Apc
- Atkár
- Ábrahámhegy
- Ágasegyháza
- Baja
- Bácsalmás
- Bajai kistérség
- Bakonybél
- Balatonalmádi
- Balatonkenese
- Balatonlelle
- Balatonszemes
- Bábolna
- Bácskossuthfalva
- Bácsfeketehegy
- Bánk
- Bátor Tábor
- Beregdaróc
- Bihar
- Biharugra
- Bordány
- Botykapeterd
- Bőny
- Budakeszi
- Budapest-Budavár
- Budapest-Terézváros
- Budapest-Ferencváros
- Budapest-Kőbánya
- Budapest-Újbuda
- Budapest-Zugló
- Budapest-Pestszentlőrinc, Pestszentimre
- Bugac
- Bük
- Bükkösd
- Cegléd
- Ceglédbercel
- Csabdi
- Csaroda
- Csemő
- Csernáton
- Csesznek
- Csetény
- Csíkdelne
- Csíkszentkirály
- Csíkszereda
- Csongrád/Szentes
- Csorna
- Csurgó
- Dávod
- Debrecen
- Decs
- Demecser
- Detk
- Dobóruszka
- Dombóvár
- Domonyvölgy
- Dorog
- Döge
- Dömsöd
- Dunabogdány
- Dunakeszi
- Dunakiliti
- Dunaszerdahely
- Eger
- Erdőszentgyörgy
- Esztergom
- Érsekhalma
- Érsekújvár
- Érmihályfalva
- Felsőszeli
- Felsőszentiván
- Felsőtárkány
- Felsővály
- Foktő
- Fülöpszállás
- Füzesgyarmat
- Füzér
- Gesztely
- Gidófalva
- Göd
- Gödöllő
- Gyál
- Gyenesdiás
- Gyergyószárhegy
- Gyergyószentmiklós
- Gyomaendrőd
- Gyöngyös
- Győr-Gyirmót
- Győrság
- Győrszemere
- Győrújfalu
- Gyula
- Gyugy
- Hajdúszoboszló
- Hatvan
- Hernádkak
- Hernádnémeti
- Hegyközszentimre
- Helvécia
- Hédervár
- Hévíz
- Hidegség
- Hollókő
- Homokháti kistérség
- Hortobágy
- Hosszúfalu
- Ibrány
- Ilk
- Illyefalva
- Ivád
- Iván
- Izsa
- Izsák
- Isaszeg
- Jászberény
- Kadarkút
- Kalocsa
- Kaposvár
- Kaposszekcső
- Kapuvár
- Karád
- Karos
- Kartal
- Kállósemjén
- Kálnok
- Kecskemét
- Kelebia
- Kerekharaszt
- Keszthely
- Keszü
- Kézdivásárhely
- Kishegyes
- Kisvárda
- Kisoroszi
- Kocsér
- Komádi
- Komárom
- Komáromi kistérség
- Kovácsszénája
- Kozárd
- Kóny
- Kópháza
- Körösök vidéke
- Kötegyán
- Kővágószőlős
- Kunszállás
- Kunágota
- Lakitelek
- Lázi
- Lébény
- Lemhény
- Lendva
- Letenye
- Liget
- Lipót
- Litér
- Lőrinci
- Ludas
- Maglóca
- Makó
- Magyarhertelend
- Martonos
- Mágocs
- Mándok
- Máriapócs
- Mátranovák
- Mezőgyán
- Mezőhegyes
- Mezővári
- Mikóújfalu
- Miskolc
- Mogyoród
- Mohol
- Monorierdő
- Mórahalom
- Mórahalmi kistérség
- Nagybaracska
- Nagybajom
- Nagykapos
- Nagykálló
- Nagykőrös
- Nagymaros
- Nagyszalonta
- Nagyszentjános
- Nagyvárad
- Nagyvázsony
- Naszvad
- Nemesnádudvar
- Nyársapát
- Nyírbátor
- Nyírbogdány
- Nyíregyháza
- Nyúl
- Okány
- Orfű
- Oromhegyes
- Orosháza
- Ópusztaszer
- Őrbottyán
- Őriszentpéter
- Őrség – Szentgotthárd
- Paks
- Panyola
- Pákozd
- Pázmánd
- Pécs
- Petesháza
- Petőfibánya
- Piliscsaba
- Pitvaros
- Pusztafalu
- Pusztaszer
- Réty
- Révkomárom
- Salgótarján
- Sarkad
- Sándorfalva
- Sárbogárd
- Sárospatak
- Sellye
- Sepsiszentgyörgy
- Siklós
- Siófok
- Soltszentimre
- Somorja
- Sopron
- Sükösd
- Sümeg
- Súr
- Szabadszállás
- Szada
- Szajol
- Szalárd
- Szarvas
- Szeged
- Szekszárd
- Szenna
- Szenta
- Szentgál
- Székelyudvarhely
- Székelyvarság
- Szentgyörgyvár
- Szentjobb
- Szentkirály
- Szentlőrinc
- Szigetmonostor
- Szigetvár
- Szigliget
- Szilaspogony
- Szilvásszentmárton
- Szilvásvárad
- Szotyor
- Szováta
- Sződliget
- Szuhakálló
- Tahitótfalu
- Tapsony
- Tállya
- Tát
- Tata
- Temerin
- Tényő
- Tiszaalpár
- Tiszabercel
- Tiszabezdéd
- Tiszagyenda
- Tiszafüred
- Tiszafüred-Örvény
- Tiszaigar
- Tiszalök
- Tímár
- Tokod
- Topolya
- Tornyos
- Törtel
- Tóthfalu
- Tura
- Várda
- Újfehértó
- Újszilvás
- Vásárosnamény
- Velencei-tó
- Verőce
- Villány
- Vizsoly
- Völgyifalu
- Zabola
- Zalakaros
- Zalaszentgrót
- Zamárdi
- Zemplén
- Zirc
- Zsana
- Zsögöd

## A Nemzeti Vágta győztesei
| Év   | Időpont                   | Nevező önkormányzat  | Győztes lovas  | Győztes ló         | Tulajdonosa    | Futamidő |
| ---- | ------------------------- | -------------------- | -------------- | ------------------ | -------------- | -------- |
| 2008 | május 31–június 1.        | Nyíregyháza          | Suták Vanda    | Alexander          | Suták Vanda    |          |
| 2009 | május 30–június 1.        | Bácsalmás            | Németh Sándor  | National Face      | Németh Sándor  |          |
| 2010 | június 3–június 6.        | Demecser             | Gajdos Zsolt   | Doru               | Gajdos Zsolt   | 71,09    |
| 2011 | szeptember 14–18.         | Bajai Kistérség      | Molnár Gyöngyi | Malőr              | Molnár Gyöngyi | 72,19    |
| 2012 | szeptember 14–16.         | Budapest-Ferencváros | Vass Jennifer  | Cordoba            | Sípos Attila   | 78,03    |
| 2013 | szeptember 20–22.         | Baja                 | Németh János   | My Boy Mennydörgés | Németh János   | 75,08    |
| 2014 | szeptember 19–21.         | Tahitótfalu          | Molnár Gyöngyi | Iceman             | Molnár Gyöngyi | 75,39    |
| 2015 | szeptember 18–20.         | Baja                 | Németh János   | My Boy Mennydörgés | Németh János   | 76,90    |
| 2016 | szeptember 16–18.         | Füzér                | Kun Ferenc     | Colonia Victoria   | Balogh Béla    | 107,00   |
| 2017 | szeptember 15–17.         | Csemő                | Petrik Tamás   | Vicces             |                | 106,39   |
| 2018 | szeptember 14–16.         | Temerin              | Nagy Arnold    | Fantázia           |                | 103,78   |
| 2019 | október 19.–20.           | Temerin              | Nagy Arnold    | Fantázia           |                | 104,97   |
| 2020 | október 10.–11.           | Porva                | Ördög Alen     | Ricardó            |                | 102,04   |
| 2021 | október 2.–3.             | Szabadka             | Szabó Nikolett | Pipacs             |                | 101,87   |
| 2022 | október 1.–2.             | Őcsény               | Németh János   | Galaxy             |                | 102.73   |
| 2023 | szeptember 30.-október 1. | Kecskemét            | Tóth Tamara    | Galaxy             | Molnár Gyöngyi | 147,08   |
| 2024 | október 4.-6.             | Decs                 | Tóbiás Zsuzsa  | Galaxy             |                | 110.532  |